# سومین جنگ مقدونیه

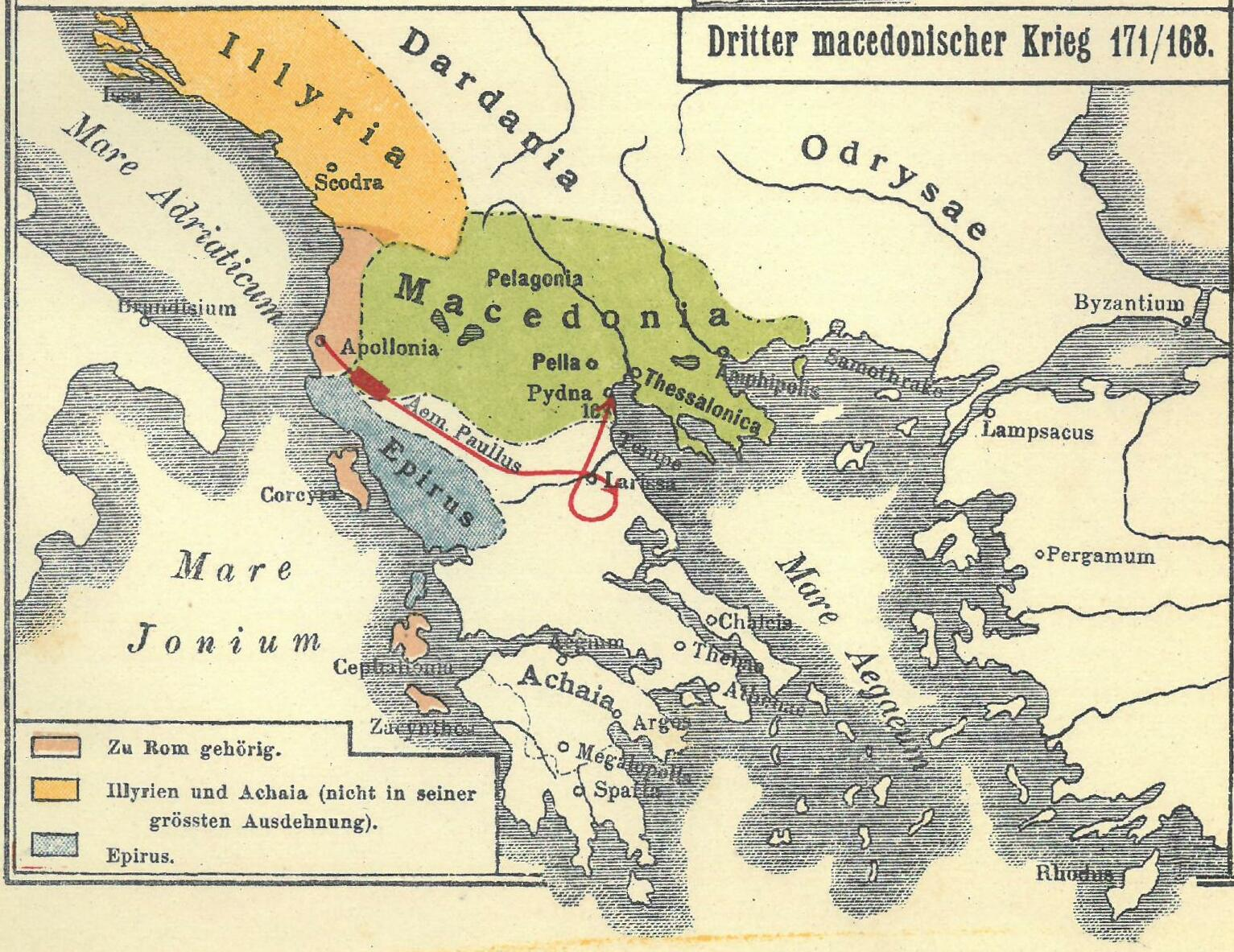
منطقه سومین جنگ مقدونیه طبق نقشه

سومین جنگ مقدونیه (۱۶۸–۱۷۱ق. م) جنگی بود که میان جمهوری روم و پرسئوس مقدونی درگرفت. در ۱۷۹ق. م فیلیپ پنجم مقدونی درگذشت و فرزند بلندپرواز وی، پرسئوس، بر تخت نشست. وی یک روم-ستیز بود و احساسات ضدرومی را در مقدونیه برانگیخت. بیشتر صحنه‌های این نبرد در مقدونیه و همین‌طور تسالی، جایی که نظامیان رومی مستقر بودند، به وقوع پیوستند. پس از نبرد بی نتیجهٔ کالینیکوس∗ در ۱۷۱ق. م و چند سال نبرد دیگر، رومیان در نبرد پیدنا در سال ۱۶۸ق. م مقدونیان را به سختی شکست دادند و به جنگ پایان دادند.
این پیروزی روم به دودمان آنتیگونی و استقلال پادشاهی مقدونی پایان داد، هرچند انضمام رسمی آن به قلمرو روم سال‌ها بعد به وقوع پیوست. این پادشاهی به چهار جمهوری متکی قسمت شد که زیردست (مادون) روم بودند. در اثر این پیروزی اعتبار و اقتدار روم در نزد یونانیان افزایش یافت.